# Tygodnik Podhalański

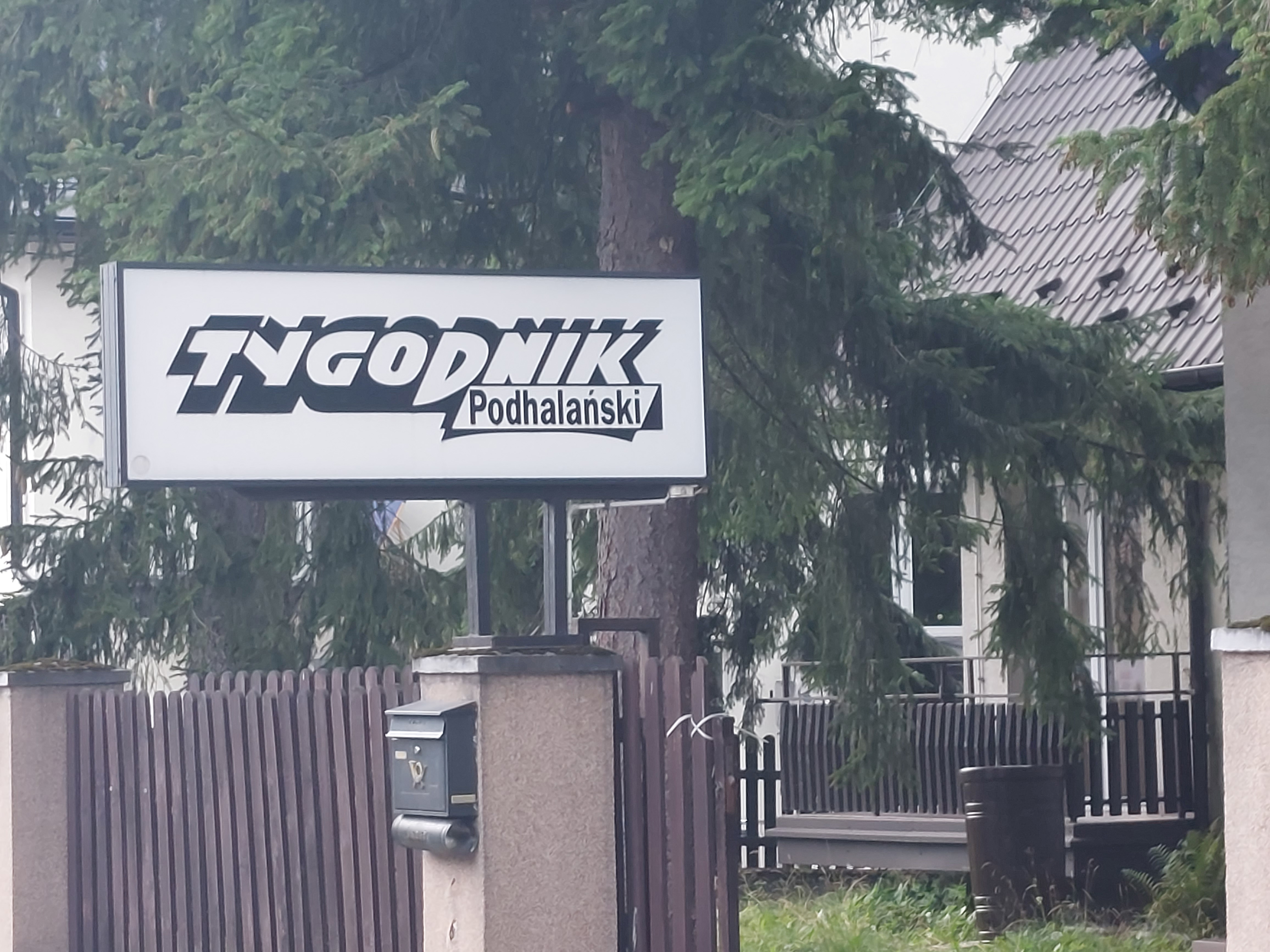
Redakcja Tygodnika Podhalańskiego

Tygodnik Podhalański – tygodnik lokalny ukazujący się na terenie Podhala, Orawy, Spisza i Pienin (dostępny także w większych skupiskach Polonii), utworzony i wydawany od 21 grudnia 1989 przez Jerzego Jureckiego.

## Profil tematyczny
Tygodnik Podhalański prowadzi kilkanaście działów o różnorodnej tematyce
- Wiadomości
- Góry
- Sport
- Kultura
- Publicystyka
- Ekonomia, Finanse
- Prawo
- Nauka, Edukacja
- Z Tygodnikiem na narty
- Religia

- Telewizja TP (Telewizja Tygodnik Podhalański)
- Reklama,ogłoszenia

## Redaktorzy naczelni
- Wojciech Mróz
- Marek Grocholski
- Beata Zalot
- Paweł Pełka